# 哈加杜鹃花公园
哈加杜鹃花公园（芬蘭語：Haagan Alppiruusupuisto）是一座位于芬兰赫尔辛基哈加区的公园，公园里种有各类杜鹃花。虽然该公园的最初目的是用于繁殖和研究，现今该公园成为倍受本地人喜爱的去处。
早在1975年赫尔辛基大学的人工選擇研究项目在此种植了第一批杜鹃花，当时就修建了一系列的木板通道，以便让访客走动而不会干扰花木。最早时种植了3000株样本，旨意在培养出适合芬兰气候的新品种。这3000个样本是从日本品种Rhododendron fauriei选择栽培出来的。1996年，公园朝北扩展，并加种了1500株源自日本的马银花样本。
自建园后，该公园一共培养出八个用于商业用途的栽培品种，并以公园、大学及参与该项目的个人来命名。
在初夏杜鹃花开放时，该公园吸引本地居民前往观看。每年的访客数量达到几万人次。